# Agios Eleftherios (Latsia)
Agios Eleftherios (griechisch Άγιος Ελευθέριος) ist ein kleiner Bezirk der Gemeinde und Stadt Latsia im Bezirk Nikosia auf Zypern.

## Geografie

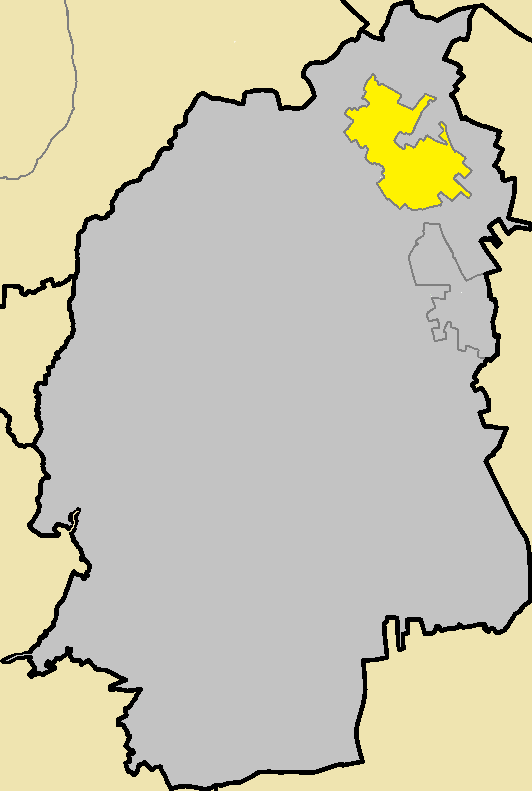
Lage in Latsia

Agios Eleftherios ist vollständig von Agios Georgios, dem größten Bezirk von Latsia, umschlossen. Unweit südlich entfernt liegt Archangelos Michail. Weiter nördlich befindet sich der Weiler Penhill und dahinter der Athalassa National Forest Park mit dem Athalassa-See.

## Bevölkerung
Bei der letzten Bevölkerungszählung im Jahr 2011 wurden 2.351 Einwohner in Agios Eleftherios gezählt, und in Latsia insgesamt 16.774.